# Systasis cenchrivora
Systasis cenchrivora är en stekelart som beskrevs av Farooqi och Menon 1972. Systasis cenchrivora ingår i släktet Systasis och familjen puppglanssteklar. Inga underarter finns listade i Catalogue of Life.